# Calueque
Calueque é uma povoação da comuna de Naulila,  município de Ombadja, Província do Cunene, Angola, com aproximadamente 425 habitantes. Situa-se a cerca de 1100 m de altitude acima do nível médio do mar, na margem sul do Rio Cunene, nas imediações da Barragem do Calueque, a cerca de 12 km da fronteira Angola-Namíbia. A localidade é importante pela sua cintura verde e pela pesca artesanal ali praticada. Na localidade funciona um posto fronteiriço.

## História
Embora no local tenham existido desde pelo menos 1905 diversos acampamentos militares do Exército Português, destinados a controlar o estratégico vau do Cauleque durante as campanhas de pacificação da zona e a luta contra as forças alemãs na Primeira Guerra Mundial, a criação do povoado resultou essencialmente da construção, iniciada em 1972, da Barragem do Calueque. Aquela estrutura, construída em cooperação entre os governos de Portugal e da África do Sul, obrigou à criação de um estaleiro e de estruturas de apoio que deram origem ao actual povoado. Foi igualmente criado um posto militar do Exército Português destinado a garantir a segurança da obra.
A existência da barragem, vital para o abastecimento de água ao norte da Namíbia, fez com que a localidade, actualmente servida por uma pista de aterragem em terra batida, tivesse grande importância estratégica durante a Guerra Civil Angolana. Em consequência, foi ocupada pelo exército sul-africano entre 1975 e 1988. Neste último ano, num ataque aéreo ocorrido a 27 de Junho, a barragem foi bombardeada e severamente danificada.
A ocupação de Calueque por forças do Exército Sul-Africano (SADF) resultou da ameaça à construção da barragem que resultava da crescente influência do MPLA na região no período entre a Revolução de 25 de Abril de 1974 e a data acordada para a proclamação da independência de Angola. Em Julho de 1975 as tropas portuguesas abandonaram o local e a 8 de Agosto daquele ano forças sul-africanas entraram em território angolano, tendo como pretexto a protecção dos trabalhadores da barragem. O governo português, informado a 12 de Agosto da presença de 30 militares sul-africanos em território ainda sob administração portuguesa, não viu com bons olhos a entrada daquelas tropas, protestando, mas acabou por anuir tacitamente pois estava em incumprimento do acordo que obrigava Portugal a garantir a segurança no local até à independência angolana. A presença sul-africana em Calueque rapidamente se alargou, particularmente depois dos acordos de apoio militar à UNITA e à FNLA, acabando por se transformar numa profunda intervenção na Guerra Civil Angolana.

## Criação da Zona Económica Especial do Calueque
A localidade foi escolhida pelo governo provincial do Cunene para instalar a Zona Económica Especial (ZEE) da província, considerando o potencial ali existente para o fomento da actividade agro-pecuária, a existência do aproveitamento hidroagrícola e hidroeléctrico das barragens do Calueque e do Ruacaná e a proximidade com a Namíbia, o que cria condições favoráveis no que respeita ao fornecimento de energia e água, bem como de acessos, o que permitirá a criação de infra-estruturas fundiárias, económicas e administrativas para o fomento intensivo da produção e criação de empregos.